# Condado de Świecie
Condado de Świecie (polaco: powiat świecki) é um powiat (condado) da Polónia, na voivodia da Cujávia-Pomerânia. A sede do condado é a cidade de Świecie. Estende-se por uma área de 1472,78 km², com 97 130 habitantes, segundo o censo de 2005, com uma densidade de 65,95 hab/km².

## Divisões admistrativas
O condado possui:
Comunas urbana-rurais: Nowe, Świecie
Comunas rurais: Bukowiec, Dragacz, Drzycim, Jeżewo, Lniano, Osie, Pruszcz, Świekatowo, Warlubie
Cidades: Nowe, Świecie

## Demografia
População (dados de 30 de Junho de 2005):
|          | Total   | Total | Mulheres | Mulheres | Homens  | Homens |
| -------- | ------- | ----- | -------- | -------- | ------- | ------ |
|          | pessoas | %     | pessoas  | %        | pessoas | %      |
| Total    | 97 130  | 100   | 49 621   | 51,1     | 47 509  | 48,9   |
| Cidades  | 32 089  | 100   | 16 764   | 52,2     | 15 325  | 47,8   |
| Povoados | 65 041  | 100   | 32 857   | 50,5     | 32 184  | 49,5   |